# Michael Jackson: Live at Wembley July 16, 1988
Michael Jackson: Live at Wembley July 16, 1988 – koncertowe DVD na żywo Michaela Jacksona, które zostało wydane 18 września 2012 roku. Koncert odbył się w ramach światowej trasy koncertowej Bad World Tour na stadionie Wembley 16 lipca 1988 dla księżnej Diany i księcia Karola oraz 72-tysięcznej publiczności. DVD zostało dołączone do reedycji albumu Bad z okazji 25-lecia.
Jackson pierwotnie usunął z setlisty utwór Dirty Diana w obawie, że może obrazić księżną Dianę. Jednak księżna poinformowała, że to jest jej ulubiona piosenka. Jackson wykonał tej nocy Dirty Diana, ale usunięto z set listy The Way You Make Me Feel. Do płyty zostało dołączone jako bonus wykonanie piosenki The Way You Make Me Feel z poprzedniego koncertu na Stadionie Wembley 15 lipca.
W Polsce nagrania uzyskały certyfikat złotej płyty DVD.

## Lista utworów
1. Wanna Be Startin’ Somethin’
2. This Place Hotel
3. Another Part of Me
4. I Just Can’t Stop Loving You (duet z Sheryl Crow)
5. She’s Out of My Life
6. I Want You Back / The Love You Save
7. I’ll Be There
8. Rock With You
9. Human Nature
10. Smooth Criminal
11. Dirty Diana
12. Thriller
13. Bad Groove Interlude
14. Workin' Day And Night
15. Beat It
16. Billie Jean
17. Bad
18. Man In The Mirror
19. The Way You Make Me Feel (z poprzedniego koncertu w dniu 15 lipca)
20. I Just Can’t Stop Loving You/Bad (z koncertu w Jokohamie w dniu 26 września)